# Ómicron Tauri
Ómicron Tauri (ο Tau / 1 Tauri / HD 21120) es una estrella en la constelación de Tauro de magnitud aparente +3,62. Se encuentra a 212 años luz de distancia del sistema solar. 
Ómicron Tauri es una gigante amarilla de tipo espectral G6III con una temperatura efectiva de 5705 K. Su luminosidad es 154 veces mayor que la del Sol y tiene un radio 16 veces más grande que el radio solar.
Su período de rotación es igual o inferior a 135 días, revelando que rota rápidamente para ser una estrella gigante.
Su metalicidad —abundancia relativa de elementos más pesados que el helio— es algo inferior a la solar, equivalente al 83% de la misma ([Fe/H] = -0,08).
La teoría de la estructura y evolución estelar permiten estimar su masa entre 3,2 y 3,4 masas solares, siendo su edad aproximada de 380 millones de años.
Ómicron Tauri es una estrella binaria espectroscópica, es decir, su duplicidad es conocida por el desplazamiento Doppler de sus líneas espectrales. La estrella acompañante, de la que nada se sabe, tiene un período orbital de 1654 días —4,53 años—. Asumiendo una masa de 0,5 masas solares para la acompañante, la separación media entre las dos componentes sería de 4,3 UA.